# Steenrijk, straatarm
Steenrijk, straatarm is een Nederlands televisieprogramma dat sinds augustus 2017 wordt uitgezonden door televisiezender SBS6. Het is gebaseerd op het Britse programma Rich House Poor House.
In dit programma ruilen rijke en arme mensen één week van huis en leven. De rijke deelnemers gaan leven in het huis van de arme deelnemers en moeten zich redden met het weekbudget dat de arme familie heeft. Daarentegen mogen de arme deelnemers zich voor één week rijk voelen en gaan leven zoals de rijken dat normaliter doen. Hierbij maken ze gebruik van het weekbudget dat de rijken doorgaans te besteden hebben.
De ontmoeting van de deelnemers vindt plaats ná het ruilen van de verschillende levenswijzen. Aan het einde van iedere aflevering is te zien dat de deelnemers elkaar ontmoeten. Zij bespreken dan hoe ze de week hebben doorgebracht.

## Seizoenen
Nadat Steenrijk, straatarm in het eerste seizoen goede kijkcijfers haalde met soms bijna 1 miljoen kijkers kwam er een tweede seizoen. Die begon in april 2018. Dit seizoen scoorde minder kijkers dan het eerste maar goed genoeg voor een derde seizoen. Het derde seizoen begon in januari 2019 en ging na een stop van een aantal weken op 10 september 2019 verder. Later volgden nog meer seizoenen, in de winter van 2023/2024 werd het negende seizoen uitgezonden.

## Trivia
- Het excentrieke stel Frank Jansen en Rogier Smit werd in 2017 bekend na deelname aan Steenrijk, straatarm, waarbij zij het huis van een arm gezin met weinig geld helemaal opknapten. De twee kregen het jaar daarop vervolgens hun eigen televisieprogramma: Paleis voor een prikkie.